# Bulgaria Open 2016 (Badminton)
Die Bulgaria Open 2016 im Badminton fanden vom 15. bis zum 18. August 2016 in Sofia statt.

## Sieger und Platzierte
| Disziplin    | Gold                                  | Silber                          | Bronze                        |
| ------------ | ------------------------------------- | ------------------------------- | ----------------------------- |
| Herreneinzel | Patrick Bjerregaard                   | Kalle Koljonen                  | Lars Schänzler                |
| Herreneinzel | Patrick Bjerregaard                   | Kalle Koljonen                  | Sergey Sirant                 |
| Dameneinzel  | Clara Azurmendi                       | Julie Dawall Jakobsen           | Fontaine Chapman              |
| Dameneinzel  | Clara Azurmendi                       | Julie Dawall Jakobsen           | Sofie Holmboe Dahl            |
| Herrendoppel | Pakin Kuna-Anuvit Natthapat Trinkajee | Philip Shishov Alex Vlaar       | Andrei Ivanov Anton Nazarenko |
| Herrendoppel | Pakin Kuna-Anuvit Natthapat Trinkajee | Philip Shishov Alex Vlaar       | Haktan Doğan Osman Uyhan      |
| Damendoppel  | Cemre Fere Neslihan Kılıç             | Mariya Mitsova Petya Nedelcheva | Alina Davletova Olga Rogova   |
| Damendoppel  | Cemre Fere Neslihan Kılıç             | Mariya Mitsova Petya Nedelcheva | Kader İnal Fatma Nur Yavuz    |
| Mixed        | Rodion Alimov Alina Davletova         | Andrei Ivanov Ksenia Evgenova   | Miha Ivanič Nika Arih         |
| Mixed        | Rodion Alimov Alina Davletova         | Andrei Ivanov Ksenia Evgenova   | Ahmetcan Oruç Neslihan Kılıç  |